# Giants: Citizen Kabuto
Giants: Citizen Kabuto (с англ. — «Гиганты: Гражданин Кабуто») — компьютерная игра в жанре шутера от третьего лица с элементами стратегии в реальном времени. Разработана компанией Planet Moon Studios и выпущена в декабре 2000 года.
В игре происходит борьба между представителями трёх рас: Sea Reapers (в русской версии «Морские риперы»), Meccaryn («Меки»), и гигант Kabuto («Кабуто»). Каждая раса имеет свои отличительные особенности и цели — захват планеты или борьба за свою собственную свободу и независимость.
Игра получила, в основном, положительные отзывы критиков благодаря своей графике и новаторскому сочетанию жанров, однако уровень продаж игры был невысоким.

## Игровой процесс

Скриншот Giants. Мек против Кабуто. Справа — окно оружия и индикатор здоровья; слева — индикатор топлива турбо-ранца; вверху — количество Смарти и мяса Вимпов

В Giants: Citizen Kabuto игроки поочерёдно проходят сюжет за три гуманоидные расы: Меков, Морских риперов, и гигантского Кабуто. Игрок напрямую управляет только одним героем — разработчики поступили так для того, чтобы игроки сосредоточивались на действии, а не утруждались микроконтролем. Игроки могут настроить элементы управления, которые в основном одинаковы для каждой расы, с небольшими различиями некоторых способностей.
Однопользовательский режим состоит из последовательности миссий, скомпонованных в виде комплексной истории. Каждая миссия требует выполнения определённых задач, после выполнения которых происходит переход к следующей миссии. Цель, как правило, — устранение врагов или определенной постройки; но некоторые миссии делают упор на координацию глаз с руками игрока или требуют спасти и защитить определённых персонажей. По умолчанию игроки управляют своими персонажами от третьего лица, но можно переключить камеру на вид от первого лица. Каждая раса имеет свой собственный стиль атаки, а также специальный режим быстрого движения. Убийство враждебного существа позволяет пополнить здоровье или получить оружие.
В Giants: Citizen Kabuto присутствуют элементы стратегии в режиме реального времени, когда нужно строить базу и собирать ресурсы. Фактически основными ресурсами являются маленькие гуманоиды под названием Смарти. Количество Смарти в миссии ограничено, и игроки должны спешить собрать их или похищать их друг у друга для того, чтобы получить преимущество. Игроки также собирают ресурсы для жизнедеятельности Смарти, которые без этих ресурсов не будут работать. Меки и Морские риперы охотятся на животных (Вимпов) ради таких ресурсов, как мясо и души существ соответственно. Вимпы представляют собой животных, похожих на кур без перьев, и они абсолютно безобидны. Возможности постройки базы ограничены: игроки не могут ни выбирать места для сооружений, ни управлять своей рабочей силой напрямую. Тем, кто играет за Кабуто, не нужно строить базу. Съедая других существ, герой становится сильнее и производит потомство. Если Кабуто потребляет Смарти, то это увеличивает его размеры и силу. При максимальном размере он может производить потомство. Для того, чтобы восстановить своё здоровье, Кабуто ест Вимпов и прочих существ. Помимо элементов стратегии, в середине игры также есть миссии-гонки на морских скутерах.
Многопользовательский режим позволяет играть одновременно друг против друга максимум пяти Мекам, трём Морским риперам и одному Кабуто. Игроки подключаются через MPlayer.com или GameSpy для Windows и GameRanger для MacOS. Помимо миссий «уничтожить все вражеские базы и отряды», многопользовательский режим включает в себя такие типы игр, как deathmatch и захват флага (вместо флага Смарти). Игроки могут либо начать с готовой базой, либо построить её с нуля.
Игровой мир Giants расположен на вымышленном «острове», дрейфующем по космосу. Его поверхность состоит из лугов, пустынь и лесов в окружении голубых морей. Игроки могут беспрепятственно осмотреть игровой мир до своего горизонта. При этом удалённые объекты слегка размыты, что передаёт ощущение расстояния. В миссиях за Меков есть укрытия, где можно спрятаться; в играх за Морских риперов много воды, в которой они восстанавливают здоровье; в миссиях за Кабуто есть множество съедобных существ.

## Сюжет

### Персонажи
Planet Moon целенаправленно разработала игровых персонажей так, чтобы игрок получал разнообразный игровой опыт. При этом каждый персонаж отличается уникальными достоинствами и недостатками.
Меки используют высокие технологии и атакуют группой во главе с игроком. У Меков имеется оружие, взрывчатка, а также рюкзаки, которые дают специальные способности: реактивные ранцы позволяют игрокам летать над препятствиями и перехитрять противников, и рюкзак-куст, который используется как маскировка. В одиночном режиме пользователь играет за База, лидера группы Меков, в которую также входят Гордон, Беннетт, Тел и Редж. Несколько сценариев в игре демонстрируют разочарование ответственного База распущенностью Гордона и Беннетта и назойливой любознательностью Тела и Реджа.
Морские риперы представляют собой амфибий (человекообразных пловцов). Они восстанавливают здоровье при контакте с водой, и пираньи не нападают на них (атакуют Меков). Для того, чтобы быстро перемещаться над землёй, игроки могут использовать ускорение Морских риперов. Они вооружены мечами и луками, а также применяют заклинания в бою, такие как огненные шквалы или вызов торнадо. Planet Moon Studios изначально задумывала единственного героя Морского рипера, Делфи, как отрицательного персонажа, но всё-таки сделала героя положительным.
Кабуто является титулярным существом игры и единственным представителем своей расы. По легенде, Морские риперы создали его в качестве своего стража, но он вышел из-под контроля. Креативный директор Тим Уильямс дал Кабуто статус «гражданина», намекая на принадлежность персонажа к острову. Разработчики игры смоделировали атаки Кабуто по классическим фильмах про гигантских монстров. Он владеет приёмами из профессионального реслинга, в том числе воздушными атаками, такими как падение локтя, летящий удар ногой, и батт флоп. Чтобы сбалансировать его силу, у него предусмотрели слабое место на талии, удар в которое наносит тяжёлый урон. Пользователи, играющие за Кабуто, могут выбрать вид на добычу через рот персонажа.
В Giants присутствует ряд неигровых рас. Смарти имеют большие головы, выпученные глаза и комичные черты характеров. Игроки обслуживают Смарти, в то время как последние ведут праздный образ жизни. В игре встречаются следующие враги: Морские риперы (мужского пола без магических способностей, которые являются простыми солдатами), инсектоиды Рипперы, рабочие животные Сонаки (атакуют звуковыми волнами), летучие мыши Вермы и быкоподобный Чарджер (встречается только в одной миссии за Меков, единственное слабое место — его пасть).

### История
Первоначально каждая раса фигурирует в своём собственном отдельном сюжете и однопользовательский режим предполагает последовательное прохождение сюжетов. Игроки начинают с База и должны пройти ряд миссий для того, чтобы перейти к сюжету Делфи. По завершении миссий Делфи игроки проходят сюжет Кабуто. Разработчик Тим Уильямс использовал внутриигровое видео для прелюдии и завершения каждой миссии.
Баз должен найти Тела и Реджа. Смарти по имени Тимми, которого он спасает в первой миссии, выполняет функции руководства для игрока: представляет других персонажей Смарти и обеспечивает изложение сценария. Сюжет изображает Смарти угнетёнными властью Морских риперов и их королевы Сапфо. Сюжет делает отсылку к фильму «Великолепная семёрка»: Баз собирает вместе разрозненных Меков и берётся решить проблемы Смарти. В кульминационной сцене Сапфо жертвует Тимми Кабуто, и проводником игрока становится дед молодого Смарти, Борджойзи. Баз строит базу и возглавляет контратаку. После этого игровым персонажем становится Делфи. Ян, самурай, Смарти служит проводником для этой части сюжета, давая инструкции по способностям Делфи. После завершения тренировочных миссий под руководством Яна Делфи атакует базу Морских риперов и в конечном счёте вступает в бой с Сапфо. Побеждённая Сапфо призывает Кабуто, чтобы уничтожить Смарти, но Кабуто вместо этого съедает её.
В заключительном сюжете Делфи превращается в Кабуто, чтобы бросить вызов настоящему монстру. Игрок перемещается по острову в поисках добычи для того, чтобы увеличить размер Кабуто. После того, как Кабуто-Делфи достигает своего максимального размера, она вступает в битву с настоящим Кабуто. Несмотря на поражение, Кабуто оживает, а Делфи возвращается в исходную форму; после чего пользователь снова играет за База против возрождённого монстра. Победив Кабуто, Баз улетает на планету Майорке вместе с Делфи, Борджойзи и своими товарищами Меками.

## Разработка и выход игры
В 1997 году пять сотрудников Shiny Entertainment, которые разработали игру MDK, ушли из компании и, вместе с программным инженером Скоттом Гуэстом, основали Planet Moon Studios. Они решили сделать свой первый проект — увлекательную и оригинальную игру с невиданными на то время графикой и геймплеем. Создатели Ник Брути, Боб Стивенсон и Тим Уильямс изначально задумывали персонажей в виде космонавтов, пиратов и великанов, сражающихся друг против друга. Первоначально планировалось выпустить игру в конце 1999 года. Однако случилась задержка разработки во многом из-за болезни главного программиста, Энди Астора, в конце 1999 года у него диагностировали четвёртую стадию мантийноклеточной лимфомы. Команда поняла, что им нужны дополнительные люди, и к 2000 году они наняли ещё двух программистов и художника. Производство игры нового поколения требовало от них идти в ногу с быстрым развитием технологий в 1998—2000 годах, что привело к дальнейшим задержкам. Команда преобразовала графические текстуры и доработала графическое программное обеспечение, чтобы игра поддерживала видеокарту NVIDIA. В 1999 году в качестве минимальных требований предполагалась видеокарта Voodoo 1, но в том же году требования повысились, и нужна была уже GeForce. Planet Moon посчитала доступные на время разработки игровые движки слишком ограничительными и неподходящими для удовлетворения своих потребностей, поэтому разработала свои собственные. Новосозданный движок Амитивилль мог поддержать такие интерфейсы программирования приложений, как Glide, OpenGL и Direct3D. Команда использовала этот движок, чтобы создать необходимые «пышные и яркие» открытые пространства, а также эффекты деформации рельефа.
Planet Moon разработала структуру однопользовательского режима так, чтобы присутствовал постепенный процесс обучения игроков: игра вводит новые наборы команд для пользователей, и они прогрессируют, используя новые команды в миссии. С самого старта проекта команда предполагала, что элементы управления должны быть простыми и представлять собой часто используемые команды из нескольких клавиш. Фокус-группа из более чем 25 тестеров успешно опробовала этот дизайн управления с целью проверки быстроты усвоения. Planet Moon была нацелена создать комплексный искусственный интеллект (ИИ); управляемые компьютером персонажи должны были уклоняться от выстрелов и укрываться. ИИ противника строит свои действия в соответствии с долгосрочными целями. Команда разработчиков консультировалась по поводу реализации многопользовательской части у Марка Фронмайера, ведущего программиста многопользовательской игры Tribes 2. Для того, чтобы сбалансировать персонажей в бою, Planet Moon сосредоточилась на характеристиках, которые могли бы повлиять на боевые возможности, а не на изменении параметров повреждения. Команде были поставлены сжатые сроки, и она отказалась от нескольких возможностей, изначально доступных в игре. Ранние версии позволяли игрокам изменять ландшафт. Морские риперы могли наедаться в водных каналах и изолировать участки суши. Изначально предполагалось, что у Кабуто будет собственная база, также он мог печь из грязи «грязевых пастухов» и использовать их для защиты своих стад Вимпов.
6 декабря 2000 года Interplay Entertainment выпустила версию игры для Windows. Planet Moon позже создала специальную версию игры, оптимизированную для видеокарты GeForce 3, в которой добавлены отражения в воде, мягкие края тени и погодные эффекты. Эта версия не продавалась как самостоятельный коммерческий продукт, а только в комплекте с видеокартой GeForce 3. 1 ноября 2000 года MacPlay объявил о выходе версии игры для Mac OS X. The Omni Group отвечала за портирование игры: они переписали программное обеспечение игры, чтобы воспользоваться симметричной многопроцессорной возможностью в Mac OS X. 11 месяцев спустя MacPlay выпустили порт. Многопользовательский режим изначально был отключен в розничном выпуске, но был вновь включён в поздних патчах. Digital Mayhem, отделение Interplay, занималось портированием Giants на приставку PlayStation 2 (PS2), компания сообщала о ходе работ через сайт IGN. Самой большой проблемой для порта PS2 было преобразования и хранения спецэффектов версии Windows на меньшей памяти хранения PS2. Для преобразования графических ресурсов команда использовала редактор LightWave 3D. Несмотря на то, что Digital Mayhem должно было уменьшить разрешение изображения, команда увеличила количество многоугольников, составляющих модели персонажей игроков, что сделало их более гладкими и более детальными в объёмной форме. Из-за ограниченных возможностей PS2 по сравнению с платформой Windows и добавления функции сохранения игры команда сосредоточилась на оптимизации интерфейсов, улучшении геймплея, дизайна уровней и игрового баланса. Они переработали элементы управления для контроллера PS2, аналоговыми джойстиками было сложнее целиться, чем мышью, поэтому добавили функцию помощи по наводке на цель. Digital Mayhem первоначально намеревался сохранить многопользовательский режим, но отказался от него, полагая, что PS2 не удастся создать такую же атмосферу многопользовательского режима как платформе Windows. 21 декабря 2001 года Interplay выпустила порт PS2. Компания также объявила о своих планах сделать порт на консоль Xbox, но так их и не реализовала.
После выхода версии игры для Windows в США Planet Moon не удалось получить от рейтинговой организации ESRB возрастной рейтинг «Teen», хотя изначальную красную кровь заменили на зеленую, а Делфи была уже не топлес, а в бикини. Они внесли изменения, чтобы расширить розничные возможности, так как многие крупные предприятия розничной торговли США отказывались продавать игры с рейтингом «Mature». В октябре 2002 года представитель сети магазинов Wal-Mart подтвердил, что они никогда бы не выставили на свои полки программное обеспечение, которое содержит пошлость или наготу. Planet Moon Studios позже выпустили патч, где цвет крови снова был красный, в то же время игроки обнаружили, что они могут снова сделать Делфи топлес, удалив соответствующий файл.
Interplay предложил бонус-диск, содержащий дополнительные многопользовательские уровни, для тех, кто предварительно заказал версию игры для Windows. 5 октября 2003 года они предложили саундтрек игры для тех, кто купил Giants в их интернет-магазине. Музыку для Giants создавали композиторы Марк Сноу (автор партитур «Секретных материалов»), Марк Морган и Джереми Соул (уже имел опыт создания саундтреков нескольких видеоигр). Interplay нанял Моргана, чтобы создать партитуру, хотя отчёты показали, что изначально для выполнения этой задачи наняли Сноу. Морган, однако, не мог полностью сосредоточиться на задаче по личным причинам и передал её Соулу. В титрах игры перечислены только Морган и Соул, последний скомпилировал работы всех композиторов в оригинальный саундтрек игры. Соул первоначально хотел раздавать автографы на презентации игры в Соединённых Штатах, к автографу прилагалась бесплатная загрузка саундтрека через DirectSong. Однако Соул отказался от идеи, когда ему по электронной почте передали, что многие потом собирались распространить его работу через программу общего доступа к файлам Napster.

## Критика
| Сводный рейтинг       | Сводный рейтинг | Сводный рейтинг |
| Издание               | Оценка          | Оценка          |
| Издание               | PC              | PS2             |
| --------------------- | --------------- | --------------- |
| GameRankings          | 86,34 %         | 80,42 %         |
| Metacritic            | 85/100          | 79/100          |
| Иноязычные издания    |                 |                 |
| Издание               | Оценка          | Оценка          |
| Издание               | PC              | PS2             |
| ActionTrip            | 85/100          |                 |
| CGW                   | 4,5/5           |                 |
| Game Informer         | 9,25/10         | 9/10            |
| GamePro               | 5/5             | 4/5             |
| GameRevolution        | B-              | C+              |
| GameSpot              | 9/10            | 8,3/10          |
| GameSpy               | 91/100          | 84/100          |
| GameZone              | 8/10            | 9,2/10          |
| IGN                   | 9,2/10          | 8/10            |
| OPM                   |                 | 3,5/5           |
| PC Gamer (UK)         | 88/100          |                 |
| Play (UK)             |                 | 4/5             |
| Русскоязычные издания |                 |                 |
| Издание               | Оценка          | Оценка          |
| Издание               | PC              | PS2             |
| Absolute Games        | 95/100          |                 |
| «Страна игр»          | 8,3/10          |                 |

Смешивание Planet Moon Studios двух жанров в Giants заслужило признание рецензентов. Game Revolution и GameSpot посчитали упрощённую задачу стратегии в реальном времени по сбору ресурсов в Giants скорее интересной, чем утомительной. В 2002 году Трой Даннивей, глава отдела игрового дизайна Microsoft, отметил, что элементы стратегии в реальном времени усовершенствовали шутер, а не сделали его гибридом двух жанров. Марк Уокер из Sci Fi Weekly был впечатлён тем, что оба стиля игры ничуть не мешали друг другу и были дополнены уникальным геймплеем каждой расы. Критик Entertainment Depot Райан Ньюман, однако, счёл здания с базами в нескольких миссиях утомительным. Критики сказали, что игрок должен был по несколько раз восстанавливать сооружения, так как для сбора ресурсов приходится оставлять базу без защиты, что позволяет противнику разрушить постройки.
Рецензенты отметили, что творческий дизайн персонажей и использование передовых графических технологий, таких как аппаратное обеспечение трансформации и освещения, а также рельефное текстурирование сделали графику игры непревзойдённой на то время. Урош Йоич из ActionTrip был впечатлён визуальными характеристиками игры, критики думали, что видеокарта поддерживала комплексное аппаратное отображение рельефа окружающей среды. Анимация действий Кабуто, таких как падение локтя на мелких врагов и хватание еды ртом, в частности, получили восторженные отклики рецензентов. Многие критики, однако, были разочарованы тем, что компьютерная версия игры не может работать должным образом на максимальном разрешении при рекомендуемых технических требованиях к системе.
Искусственный интеллект в игре также был предметом многочисленных комментариев. Рецензенты сказали, что в ряде случаев необходимо побудить союзные неигровые персонажи на выполнение действий, хотя союзный ИИ большую часть времени работает довольно хорошо. Представитель FiringSquad Сарджу Ша не согласился, назвав управляемых компьютером товарищей База бесполезными. То же самое говорили в IGN о вражеском ИИ, враги не знали о смерти ближайших товарищей по команде, а также могли бежать, упёршись в препятствие. ActionTrip, однако, заявил, что ИИ противника сделан достаточно хорошо, чтобы укрыться или бежать, когда нужно, и постоянно атаковать базу игрока.
Русскоязычные издания, в свою очередь, критиковали Giants за отсутствие руководства, из-за чего осваивать второстепенные способности персонажей приходилось фактически по ходу игры. Подсказок в самой игре немного, интерактивная помощь недоработана. Своеобразный вводный курс, по мнению рецензентов, был бы только плюсом. Например, в одной из первых миссий за Меков, где нужно спасать висящих на краю пропасти Смарти, возникает ряд вопросов по реализации задания. Игроку самостоятельно предстоит выяснить, как спасать Смарти, как пользоваться реактивным ранцем, чем опасны игровые водоёмы и где оставлять спасённых персонажей. Тем не менее, русскоязычный рецензент также оценил игру в основном положительно.
Многие рецензенты сочли лучшей стороной Giants похабный юмор; сцены были «странные и смешные, никогда не дававшие глупости отвлекать или раздражать игрока». FiringSquad утверждал, что юмор помогал легко проходить игру, независимо от миссий, с которыми игроки сталкивались, но они разочаровывались, когда игра постепенно теряла этот подход на более поздних стадиях. Mac Guild и Macworld UK, однако, назвали юмор сырым и детским, а его подачу принудительной. Многие обозреватели сочли скучным однообразие и замедленность развития событий на определенных этапах. Согласно ActionTrip, Giants не хватало уникального качества для привлечения внимания, если сравнивать с другими играми того времени, такими как American McGee’s Alice, MechWarrior 4: Vengeance и «Корсары: Проклятье дальних морей».
Частые сбои версии для Windows возмущали многих обозревателей, Шон Сондерс из Game Revolution порицал Interplay за то, что компания занялась цензурированием игры в маркетинговых целях вместо тестирования и исправление программных ошибок перед выпуском. Некоторым рецензентам не удалось подключиться к многопользовательской игре из-за неудачных соединений или ошибок. Обозреватели, которым удалось сыграть в онлайн, позитивно отозвались об игре, хотя иногда у них пропадало соединение или игра зависала. Критик GamesFirst Рик Ференбахер посетовал на отсутствие возможности проверки целостности и качества соединений, несколько обозревателей также заявили, что недостатком компьютерной версии было отсутствие функции сохранения во время игры.
Рецензенты оценили версию PS2 за дополнение желанной функции сохранения, но жаловались, что портированная игра сохранила некоторые моменты проектирования ИИ и уровней, связанные с версией Windows. Даг Перри из IGN отметил, что эта версия выглядела менее впечатляющей, чем компьютерная. Более низкое разрешение, плоские текстуры, вымытые цвета и разрежённая среда сделали игру визуально посредственной. Версия PS2 также вызвала вопросы касательно отсечения; модели персонажей и проекции временами проходили через объекты. Рецензент, однако, похвалил консольную версию за представление гладкой анимации и редкую потерю кадров. Напротив, другие обозреватели заявили, что частота кадров падает, когда на экране есть несколько объектов, что даёт большую нагрузку на графический движок. Многие рецензенты жаловались на отсутствие в консольной версии возможности сыграть заново после прохождения режима одиночной игры.
Агрегаторы Metacritic и GameRankings приводят рейтинг Giants на уровне 85 и 86,34 % соответственно. Хотя большинство критиков присудило игре высокие баллы, GamesRadar и GSoundtracks сообщили, что версия Windows продаётся плохо. В то же время версия Mac OS X была распродана в течение нескольких месяцев после выхода, несмотря на меньшую рыночную базу. Согласно ежеквартальному отчёту о продажах NPDFunWorld, в США за шесть месяцев с момента выхода было продано 11 272 экземпляра версии на PS2. Это низкий показатель продаж по сравнению с 51 726 экземплярами Shadow Hearts и 753 251 экземпляром Max Payne, проданными за тот же период на PS2. Несмотря на низкие общие объёмы продаж, рецензенты заявили, что Giants заслуживает продолжения, а британская версия журнала PC Gamer включила Giants в свой рейтинг 100 лучших компьютерных игр. В 2009 году Эндрю Гроен из GameZone провёл ретроспективу Giants и предположил, что сочетание в игре юмора и экшена вдохновило создателей более поздних игр, таких как Ratchet & Clank и Jak and Daxter. Кроме того, он отметил, что игры 2004—2009 годов в той или иной форме были под влиянием Giants.